# Sandy & Junior 2006
Sandy & Junior 2006 foi a oitava turnê da dupla brasileira Sandy & Junior, lançada em suporte ao seu décimo segundo e último álbum de estúdio, Sandy & Junior (2006). A turnê teve início em maio de 2006. Foram mais de 30 shows no total. O repertório sofreu alterações no decorrer da turnê. A turnê seguiu a mesma linha de sua antecessora, Identidade Tour, com foco na música e sem balé ou troca de roupas durante o show. Junior descreveu a turnê como um "show de banda de pop rock".

## Repertório
1. Você Não Banca o Meu Sim
2. Replay
3. Nada Vai Me Sufocar
4. Tudo pra Você
5. Discutível Perfeição
6. Você pra Sempre
7. A Lenda (Versão Rock)
8. Dessa Vez
9. Não Dá Pra Não Pensar (Versão Rock)
10. Estranho Jeito de Amar
11. Ida Nem Volta
12. Enrosca
13. O Preço
14. Destinos
15. Agora Vem (Exclusiva para a turnê)
16. Desperdiçou
17. Replay
18. Cai a Chuva
19. Vamo Pulá / Nas Mãos da Sorte

* Em alguns shows a dupla cantou Quando Você Passa (Turu Turu)

## Shows
| Data                   | Cidade                | País           | Local                              |
| ---------------------- | --------------------- | -------------- | ---------------------------------- |
| 5 de maio de 2006      | Barra Mansa           | Brasil         |                                    |
| 6 de maio de 2006      | Rio de Janeiro        | Brasil         | Claro Hall                         |
| 7 de maio de 2006      | Rio de Janeiro        | Brasil         | Claro Hall                         |
| 13 de maio de 2006     | São Paulo             | Brasil         | Credicard Hall                     |
| 14 de maio de 2006     | São Paulo             | Brasil         | Credicard Hall                     |
| 16 de junho de 2006    | Muriaé                | Brasil         | Parque de Exposições de Muriaé     |
| 17 de junho de 2006    | Pimenta               | Brasil         | Parque de Exposições Valdez Garcia |
| 24 de junho de 2006    | Santa Fé do Sul       | Brasil         |                                    |
| 8 de julho de 2006     | Morungaba             | Brasil         |                                    |
| 15 de julho de 2006    | Jacareí               | Brasil         | Recinto da Escola Agrícola         |
| 21 de julho de 2006    | Águas de Lindóia      | Brasil         | Espaço Burle Marx                  |
| 22 de julho de 2006    | Rio Claro             | Brasil         | Grêmio Recreativo de Rio Claro     |
| 29 de julho de 2006    | Andradas              | Brasil         | Festa do Vinho                     |
| 6 de agosto de 2006    | Porto Alegre          | Brasil         | Pepsi on Stage                     |
| 12 de agosto de 2006   | Santa Mercedes        | Brasil         |                                    |
| 3 de setembro de 2006  | Nova York             | Estados Unidos |                                    |
| 4 de setembro de 2006  | Boston                | Estados Unidos |                                    |
| 8 de setembro de 2006  | Taboão da Serra       | Brasil         |                                    |
| 9 de setembro de 2006  | Indaiatuba            | Brasil         |                                    |
| 19 de setembro de 2006 | São Paulo             | Brasil         | Club Disco                         |
| 18 de outubro de 2006  | Macapá                | Brasil         |                                    |
| 21 de outubro de 2006  | Osasco                | Brasil         |                                    |
| 10 de novembro de 2006 | Rio de Janeiro        | Brasil         | Vivo Rio                           |
| 11 de novembro de 2006 | Rio de Janeiro        | Brasil         | Vivo Rio                           |
| 15 de novembro de 2006 | Rio de Janeiro        | Brasil         | Vivo Rio                           |
| 24 de novembro de 2006 | Brusque               | Brasil         |                                    |
| 26 de novembro de 2006 | São Paulo             | Brasil         |                                    |
| 8 de dezembro de 2006  | Goiânia               | Brasil         |                                    |
| 9 de dezembro de 2006  | Brasília              | Brasil         |                                    |
| 16 de dezembro de 2006 | Betim                 | Brasil         |                                    |
| 8 de abril de 2007     | Ferraz de Vasconcelos | Brasil         |                                    |
| 1 de maio de 2007      | Carapicuíba           | Brasil         |                                    |
| 8 de julho de 2007     | Itaguaí               | Brasil         | Parque de Eventos de Itaguaí       |
| 28 de julho de 2007    | Ariquemes             | Brasil         | Parque de Exposição de Ariquemes   |

### Shows cancelados
| Data                  | Cidade         | País   | Local                |
| --------------------- | -------------- | ------ | -------------------- |
| 12 de outubro de 2006 | Barra do Piraí | Brasil | Parque de Exposições |